# Halichoeres rubricephalus
Halichoeres rubricephalus es una especie de peces de la familia Labridae en el orden de los Perciformes.

## Morfología
Los machos pueden llegar alcanzar los 10 cm de longitud total.

## Distribución geográfica
Se encuentra en la isla de  Flores (Indonesia).